# خيل سبزه (مقاطعة دالاهو)
خيل‌سبزه (بالفارسية: خیل‌سبزه) هي قرية تقع في قسم قلخاني الريفي (مقاطعة دالاهو) في إيران.